# Leynhac
Leynhac ist eine französische Gemeinde mit 315 Einwohnern (Stand: 1. Januar 2022) im Département Cantal in der Region Auvergne-Rhône-Alpes. Sie gehört zum Arrondissement Aurillac und ist Teil des Kantons Maurs. Die Einwohner werden Leynhacois genannt.

## Lage
Leynhac liegt im Zentralmassiv, etwa 23 Kilometer südsüdwestlich von Aurillac. Umgeben wird Leynhac von den Nachbargemeinden Boisset im Norden und Nordwesten, Marcolès im Osten und Nordosten, Saint-Antoine im Osten, Puycapel im Süden und Südosten, Saint-Constant-Fournoulès im Süden sowie Saint-Étienne-de-Maurs im Süden und Westen.

## Bevölkerungsentwicklung
| Jahr                       | 1962 | 1968 | 1975 | 1982 | 1990 | 1999 | 2006 | 2011 | 2016 |
| Einwohner                  | 732  | 656  | 609  | 518  | 441  | 386  | 362  | 358  | 348  |
| Quellen: Cassini und INSEE |      |      |      |      |      |      |      |      |      |

## Sehenswürdigkeiten
- Kirche Notre-Dame
- Ehemaliges Priorat von Notre-Dame-du-Pont

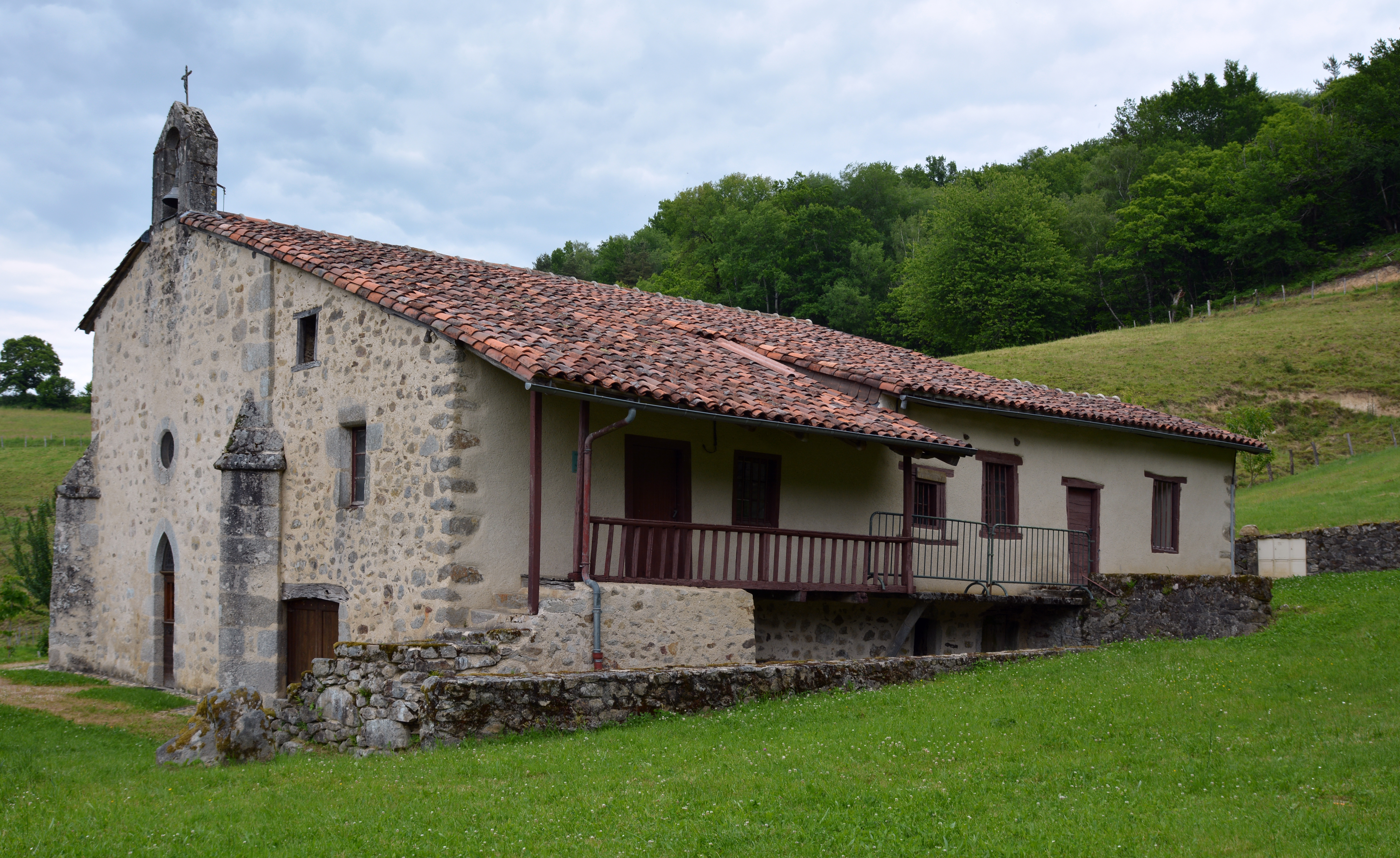
Priorat von Notre-Dame-du-Pont